# في عالم الحواس
في عالم الحواس (باليابانية: 愛のコリーダ) فيلم إثارة فني ياباني. من إخراج ناغيسا أوشيما. يروي الفيلم قصة جريمة القتل ارتكبت عام 1936 على يد سادا آبه. وهو إنتاج دولي مشترك بين فرنسا واليابان، وقد أثار الفيلم جدلًا كبيرًا في وقت إصداره.

## القصة
في طوكيو عام 1936، كانت سادا آبه (إيكو ماتسودا) عاهرة سابقة تعمل الآن كخادمة في أحد الفنادق. يتحرش بها مالك الفندق، كيتشيزو إيشيدا (تاتسويا فوجي)، ويبدأ الاثنان في علاقة مكثفة تتكون من تجارب جنسية وأنواع مختلفة من الانغماس الذاتي. إيشيدا يترك زوجته لمتابعة علاقته مع سادا. سادا تصبح أكثر تملكًا وغيرة على إيشيدا، وإيشيدا أكثر حرصًا على إرضائها. يتصاعد هوسهم المتبادل إلى النقطة التي يجد فيها إيشيدا أنها أكثر حماسًا بخنقه أثناء ممارسة الجنس، مما يؤدي لحدوث جريمة هزت اليابان.

## الممثلون
- إيكو ماتسودا بدور سادا آبه
- تاتسويا فوجي بدور كيتشيزو إيشيدا
- أوي ناكاجيما بدور توكو
- ياسوكو ماتسوي بدور مدير تاغاوا آن
- ميكا سيري بدور ماتسوكو
- كاناي كوباياشي بدور الغيشا العجوز كيكوريو
- تايجي تونوياما بدور متسول عجوز
- كيوجي كوكونوي بدور المعلم أوميا
- نعومي شيراشي بدور غيشا ييجي
- كوميكيتشي هوري بدور ميتسوا غيشا

## الرقابة
بسبب قوانين الرقابة الصارمة في اليابان لم يسمح بإنتاج الفيلم وفقًا لرؤية المخرج أوشيما. لاحقا تم تجاوز هذا العائق من خلال إدراج الإنتاج رسميًا كمؤسسة فرنسية، وتم شحن اللقطات غير المحررة إلى فرنسا للمعالجة والتحرير. في العرض الأول للفيلم في اليابان، تم فرض رقابة بصرية على النشاط الجنسي للفيلم باستخدام إعادة الصياغة والتعتيم. تم نشر كتاب يحتوي على لقطات وملاحظات نصية من الفيلم بواسطة سانيتشيشوبو، وفي عام 1976 وجهت الحكومة اليابانية اتهامات بالفحش ضد أوشيما وسانيشيشوبو. شهد أوشيما في المحاكمة وقال: "ليس القول فاحشاً، والفحش هو ما خفي." أُدين أوشيما والناشر في عام 1979، استأنفت الحكومة الحكم وأيدت محكمة طوكيو العليا الحكم في عام 1982.
في الولايات المتحدة، تم حظر الفيلم في البداية عند عرضه الأول في مهرجان نيويورك السينمائي عام 1976. ولكن تم عرضه لاحقًا بدون تقطيع، وكان ينتظر الفيلم مصير مماثل عندما تم إصداره في ألمانيا الغربية، بسبب مشهد البيضة. لم يكن الفيلم متاحًا على الفيديو المنزلي حتى عام 1990، على الرغم من أنه كان يُشاهد أحيانًا بدون تقطيع في نوادي الأفلام.
وفي ذلك الوقت، كانت الدولة الأوروبية الوحيدة التي تم منع الفيلم فيها هي بلجيكا. تم رفع الحظر في عام 1994، ولم تفرض بلجيكا رقابة على أي فيلم من أي نوع منذ ذلك الحين.
في وقت عرضه الأولي في مهرجان لندن السينمائي عام 1976، أوصى المجلس البريطاني لرقابة الأفلام بعرضه في ظل ظروف نادي السينما الخاص لتجنب الحاجة إلى تخفيضات كبيرة، ولكن فقط بعد أن تم توسيع قانون المنشورات الفاحشة ليشمل الأفلام. في عام 1977 لتجنب المشاكل القانونية المحتملة. افتتح الفيلم في نادي وبوابة السينما عام 1978. وتم إصداره رسميًا في السينما على مستوى البلاد في عام 1991، على الرغم من تأجيل إصدار الفيديو حتى عام 2000 عندما تم تمريره بشهادة "18" (مناسبة للبالغين فقط). تم ترك كل النشاط الجنسي للبالغين على حاله، لكن مشهد سادا مع الصبي الصغير، تمت إعادة تأطيره، وتم تكبيره بحيث يظهر رد فعل الصبي فقط. في أستراليا، تم حظر الفيلم، ولكن تم توفير نسخة خاضعة للرقابة في عام 1977. وفي عام 2000، أصبح أخيرًا متاحًا في نسخته الكاملة.
في كندا، عندما تم تقديم الفيلم في الأصل إلى مجالس الأفلام الإقليمية في السبعينيات، تم رفض الفيلم في جميع الولايات القضائية باستثناء كيبيك ومانيتوبا وكولومبيا البريطانية. ولم توافق المقاطعات الفردية على الفيلم إلا في عام 1991 ومنحته شهادة. ومع ذلك، في ماريتايمز، تم رفض الفيلم مرة أخرى لأن السياسات المتبعة في السبعينيات كانت لا تزال سارية.
وفي البرازيل، تم منع الفيلم خلال فترة الديكتاتورية العسكرية بسبب المشاهد الجنسية الصريحة. تم رفع الحظر في عام 1980.
بسبب موضوعاته الجنسية ومشاهده الصريحة، أثار الفيلم جدلاً كبيرًا في البرتغال عام 1991 بعد بثه على قناة RTP. اعتبره البعض غير مناسب، بينما أعرب آخرون عن تقديرهم لبثه. تم بث الفيلم مرة أخرى على قناة RTP2 دون أن يلاحظه أحد تقريبًا.

## شباك التذاكر
في فرنسا، باع الفيلم 1,730,874 تذكرة، وحقق إيرادات إجمالية بلغت حوالي 4,673,360 يورو (5,203,732 دولارًا أمريكيًا). وفي ألمانيا، حيث تم إصداره في عام 1978، باع الفيلم 693,628 تذكرة، وحقق إيرادات إجمالية بلغت حوالي 1,803,433 يورو (2,446,050 دولارًا أمريكيًا). وبالمجمل، باع الفيلم 2,424,502 تذكرة وحقق إيرادات إجمالية بلغت حوالي 7,649,782 دولارًا أمريكيًا في فرنسا وألمانيا.

## الاستقبال النقدي
عند إصدار الفيلم، كتبت مجلة بوكس أوفيس برو: «لقد تناول أوشيما بعض الموضوعات الحساسة في أفلامه السابقة ومن الواضح هنا أنه يحاول الإدلاء ببيان جريء، ولكن ما كان يمكن أن يكون إنجازًا في تقديم الجنس الصريح في سياق جاد يتدهور بسرعة إلى فيلم ممل للغاية».
في مراجعة استرجاعية عام 2009 في صحيفة الغارديان، أعطى بيتر برادشو الفيلم 5/5 نجوم، وكتب: «هذا الفيلم المتشدد لم يتقادم قيد أنملة، ربما لأن الأفلام التي تدور حقًا حول الجنس لا تزال نادرة للغاية، على الرغم من الجنس المفترض لكل شيء يحيط بنا ... فيلم أوشيما يوسع ويعمق عالم الحسية».
في عام 2012، كتبت مجلة سايت آند ساوند: «بعد ستة وثلاثين عامًا، لا يزال فيلم «في عالم الحواس» مثيرًا للجدل بشكلٍ مُفاجئ، إذ تُعرض مشاهد جنسية صريحة وواضحة، بوعيٍ حادٍّ بالنفسية الداخلية للمشاركين فيها، بطريقةٍ لا تُغفلها الأفلام الإباحية التقليدية، بل تتجنبها تمامًا. في وقتٍ (منتصف ثلاثينيات القرن الماضي) عندما كانت السياسة الخارجية اليابانية تُصبح خارجيةً بشكلٍ مُفرط، يحاول العاشقان سادا وكيتشي تحقيق الخصوصية التامة والاندماج الجنسي المثالي، تحت مراقبةٍ مُستمرة من قِبل العديد من المُتلصصين على الشاشة، وحتى عندما يكونان مُختبئين ظاهريًا عن أعين المُتطفلين، جمهور الفيلم نفسه. بطريقةٍ سيُدركها الأسقف جورج بيركلي بلا شك، يبقى الخاص عامًا دائمًا».
كتب مجلة إمباير : «يعتبر البعض أن الفيلم هو استكشاف جاد للعلاقة بين الموت والإثارة الجنسية، ويرى آخرون أنه قطعة إباحية مثيرة للاشمئزاز بشكل خاص، وهو بلا شك عمل قوي وأنيق ومثير للإعجاب».
على موقع تجميع المراجعات روتن توميتوز، حصل الفيلم على تقييم 84% بناءً على 37 مراجعة نقدية، بمتوسط تقييم 7.7 من 10. وجاء في إجماع النقاد على الموقع: «في عالم الحواس، تُكسر المحرمات الجنسية وتُتجاوز الحدود، إنها قصة نفسية جنسية مثيرة بلا خوف».

## روابط خارجية
- في عالم الحواس على موقع IMDb (الإنجليزية)
- في عالم الحواس على موقع روتن توميتوز (الإنجليزية)
- في عالم الحواس على موقع ألو سيني (الفرنسية)
- في عالم الحواس على موقع Turner Classic Movies (الإنجليزية)
- في عالم الحواس على موقع أول موفي (الإنجليزية)
- في عالم الحواس على موقع فيلمافينيتي (الإسبانية)
- في عالم الحواس على موقع قاعدة بيانات الأفلام السويدية (السويدية)
- في عالم الحواس على موقع قاعدة بيانات الفيلم (الإنجليزية)
- في عالم الحواس على موقع ليتربوكسد (الإنجليزية)
- في عالم الحواس على موقع كينوبويسك (الروسية)